# Air Quality Egg

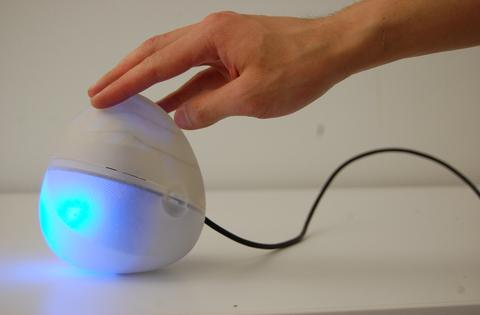
Air Quality Egg

Air Quality Egg（エア・クオリティ・エッグ、AQE）とは、大気汚染モニタリングを行うためのIOTデバイスである。
パーソナルユースが想定されており、周囲の大気汚染状況をピンポイントで計測することができる。
クラウドファンディングプラットフォームのKickstarter上で開始されたプロジェクトであり、2012年のベストプロジェクトの1つに選ばれた。

## 概要
CO2、NO2、SO2、オゾン、一酸化炭素、揮発性有機化合物、粒子状物質（PM10、PM2.5、PM1.0）などの汚染物質の計測が可能である。
Air Quality Eggはネットワークに接続することができ、取得されたデータはオフィシャルプラットフォーム上にアップロードされ、他の人と共有や集計ができる。

## 利用

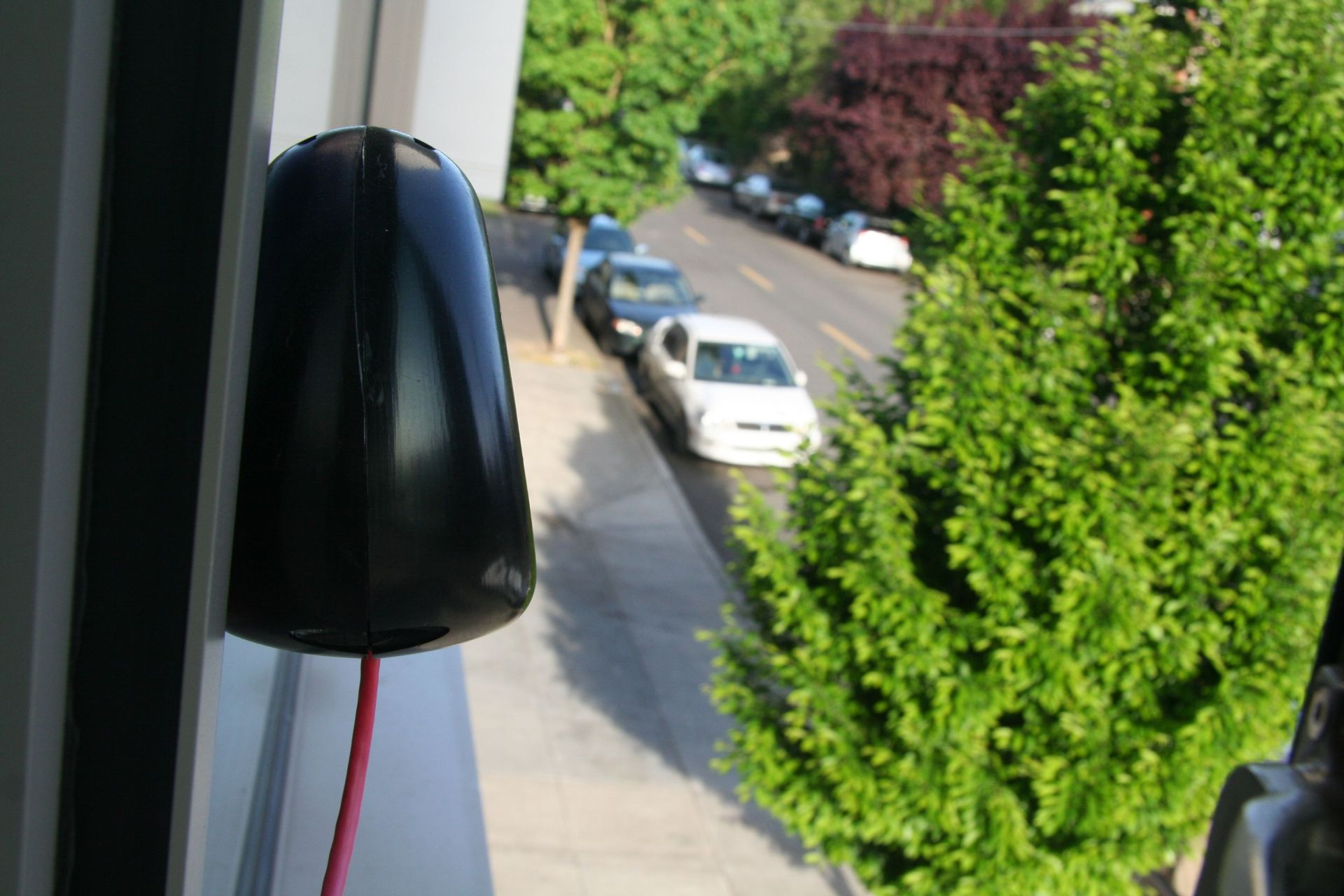
壁に設置されたAir Quality Egg

計測に特殊技能が不要で、従来の観測装置と比較して非常に安価、ネットワーク接続が可能であるという特徴から、集められた大量の情報（ビッグデータ）の解析という大気汚染の新たなモニタリング方法として注目を集めており、市場には競合商品も多数出てきている。
特に中国の製品であるiKairは中国政府による大気汚染モニタリングソースとみなされており、IBMは汚染データの解析ソフトウェアの開発を中国政府と提携することを発表した。

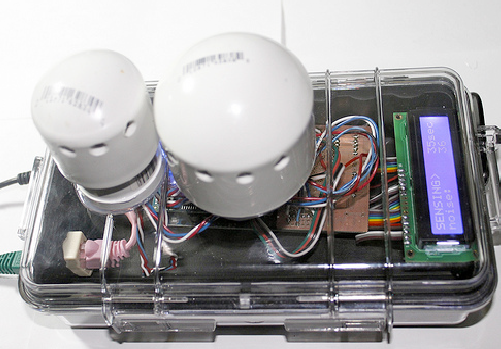
Air Quality Eggのプロトタイプ